# Hugh Crichton-Miller
Hugh Crichton-Miller (Gênes, 5 février 1877 — Londres, 1er janvier 1959) est un psychiatre écossais, fondateur en 1920 de la Tavistock Clinic à Londres, premier centre de soins d'orientation psychanalytique de Grande-Bretagne.

## Biographie
Il naît à Gênes où son père est pasteur de l'église presbytérienne écossaise. À 12 ans, il est envoyé à Édimbourg poursuivre ses études secondaires au Fettes College. Il fait ensuite ses études de médecine à l'université d'Édimbourg puis à l'université de Pavie. 
Il s'intéresse particulièrement aux névroses de guerre, les shell-shocks, et fonde dans cette perspective la Tavistock Clinic, en 1920, 51 Tavistock Square, dans le quartier Bloomsbury, à Londres. Crichton-Miller est aussi le vice-président de l'International General Medical Society for Psychotherapy.